# Аллен, Кларенс Рэй
Кларенс Рэй Аллен (16 января 1930 - 17 января 2006) был американским преступником, который был казнен смертельной инъекцией в Государственной тюрьме Сан-Квентин в Калифорнии за убийства трех человек. В 2006 году, когда ему было 76 лет, он стал последним казненным в штате Калифорния, ставшим вторым старейшим заключенным, казненным в Соединенных Штатах с 1976 года, после Джона Б. Никсона, казненного в Миссисипи в декабре 2005 года. 77 лет
Активисты, выступающие за смертную казнь, называют действия Аллена причиной смертной казни в Соединенных Штатах. Он уже отбывал пожизненное заключение за одно убийство, когда был осужден за организацию убийства еще трех человек.
Находясь в тюрьме, Аллен признал свое наследие коренных американцев чокто. Он также утверждал, что он глухой, слепой и серьезно инвалид, требующий инвалидной коляски для мобильности. Он не знал никакого языка жестов, чтобы общаться со слышащими людьми. Во время казни он мог без посторонней помощи пройти от своей инвалидной коляски до подиума смерти. Кроме того, он, казалось, смотрел прямо на свою семью до получения первой дозы лекарств во время его смертельной инъекции. У Аллена был подтвержденный прогрессирующий случай диабета типа 2, и он перенес, возможно, связанный с ним сердечный приступ 2 сентября 2005 года. Его адвокаты заявили, что «он не представляет абсолютно никакой опасности на данный момент, так как он недееспособен. Нет законной государственной цели казни его. Это было бы безвозмездное наказание ". Они утверждали, что его казнь будет представлять собой жестокое и необычное наказание, и просили, чтобы губернатор Калифорнии Арнольд Шварценеггер помиловал его, но впоследствии ему было отказано.